# Haaksterrenkroos
Haaksterrenkroos (Callitriche brutia var. brutia, synoniem: Callitriche pedunculata) is een plant uit de weegbreefamilie (Plantaginaceae). De soort komt van nature voor in Europa. In Nederland komt de plant redelijk veel voor, met name in water op diluviale grond en in duinen. Haaksterrenkroos staat op de Nederlandse Rode lijst van Planten als algemeen voorkomend en matig afgenomen. Het aantal chromosomen is 2n = 28.
De plant wordt 10-80 cm hoog. De ondergedoken, 1,5-3 cm lange en 0,3–0,5 mm brede lijn-lancetvormige bladeren zijn aan de basis met elkaar vergroeid. De bladtop heeft een smalle, oppervlakkige of diepe insnijding. Het gesteelde sterrenkroos (Callitriche brutia var. hamulata) heeft een brede, oppervlakkige of diepe insnijding aan de bladtop. De drijvende, 5–8 mm lange bladeren zitten in een bladrozet aan de top van de stengel. Op de stengel en het blad komen schildvormige, tot 0,1 mm brede haren voor.
Gesteeld sterrenkroos bloeit van april tot in oktober in de oksels van de bladeren. Er zit maar een bloem in een bladoksel. De vrouwelijke, zittende bloem bestaat enkel uit een vruchtbeginsel met twee zeer lange, draadvormige, sterk teruggeslagen stijlen. De mannelijke bloem bestaat enkel uit een meeldraad. Het stuifmeel is doorzichtig. De schutbladen zijn sikkelvormig.
De bijna ronde, donkergroene, 1,2-1,5 mm lange en 1,5 mm brede vrucht is een vierdelige, smal gevleugelde splitvrucht. De vleugelrand van de deelvruchten is 0,05-0,3 mm breed. De vruchten zijn min of meer zittend of hebben een lange steel.

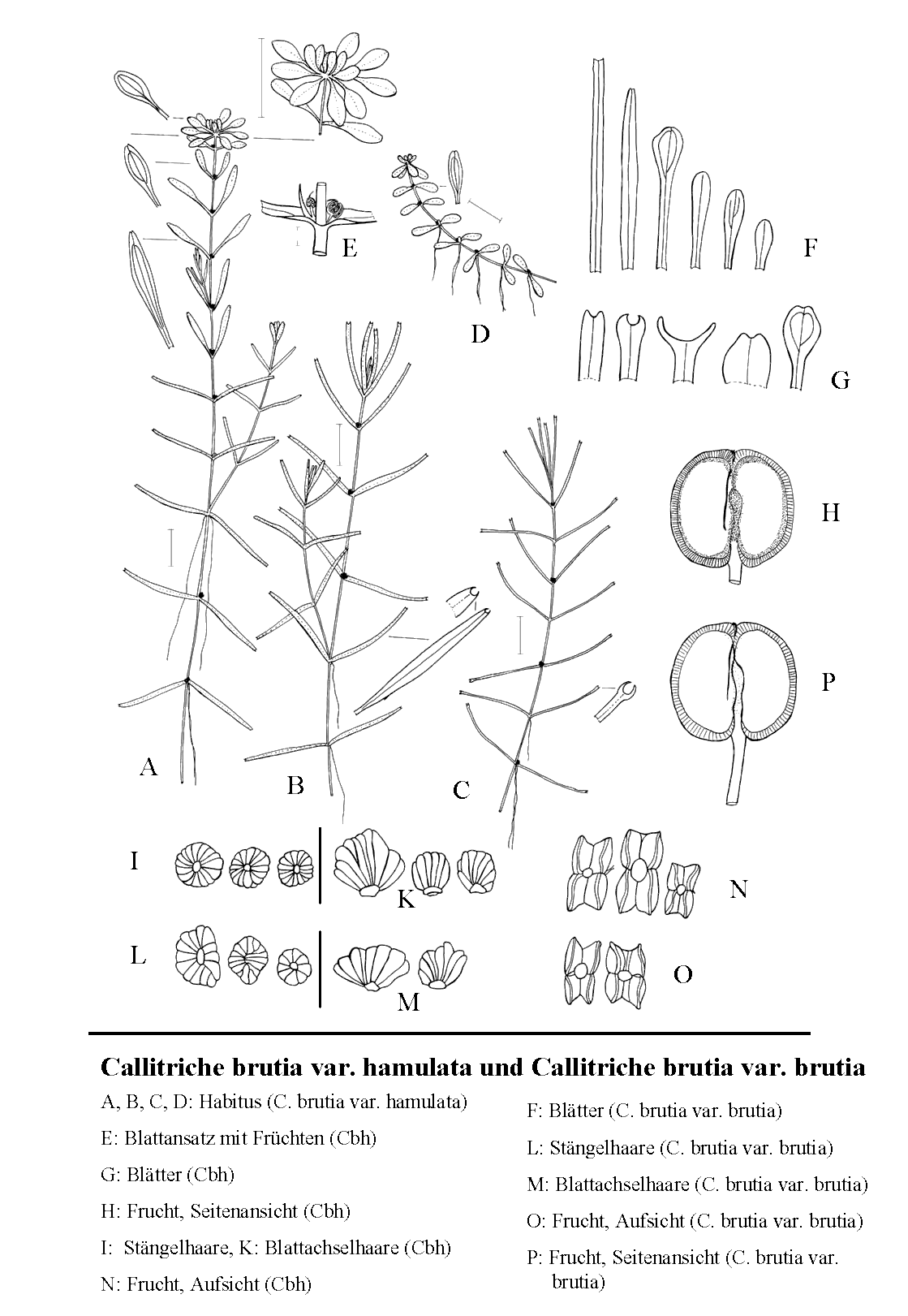
Callitriche brutia var. brutia: F=bladeren, L=stengelharen, M=bladokselharen, O=vrucht (bovenaanzicht), P=vrucht (zijaanzicht). Callitriche brutia var. hamulata: E=bladoksels met vruchten, G=bladeren, H=vrucht (zijaanzicht), I=stengelharen, K-bladokselharen, N=vrucht (bovenaanzicht)
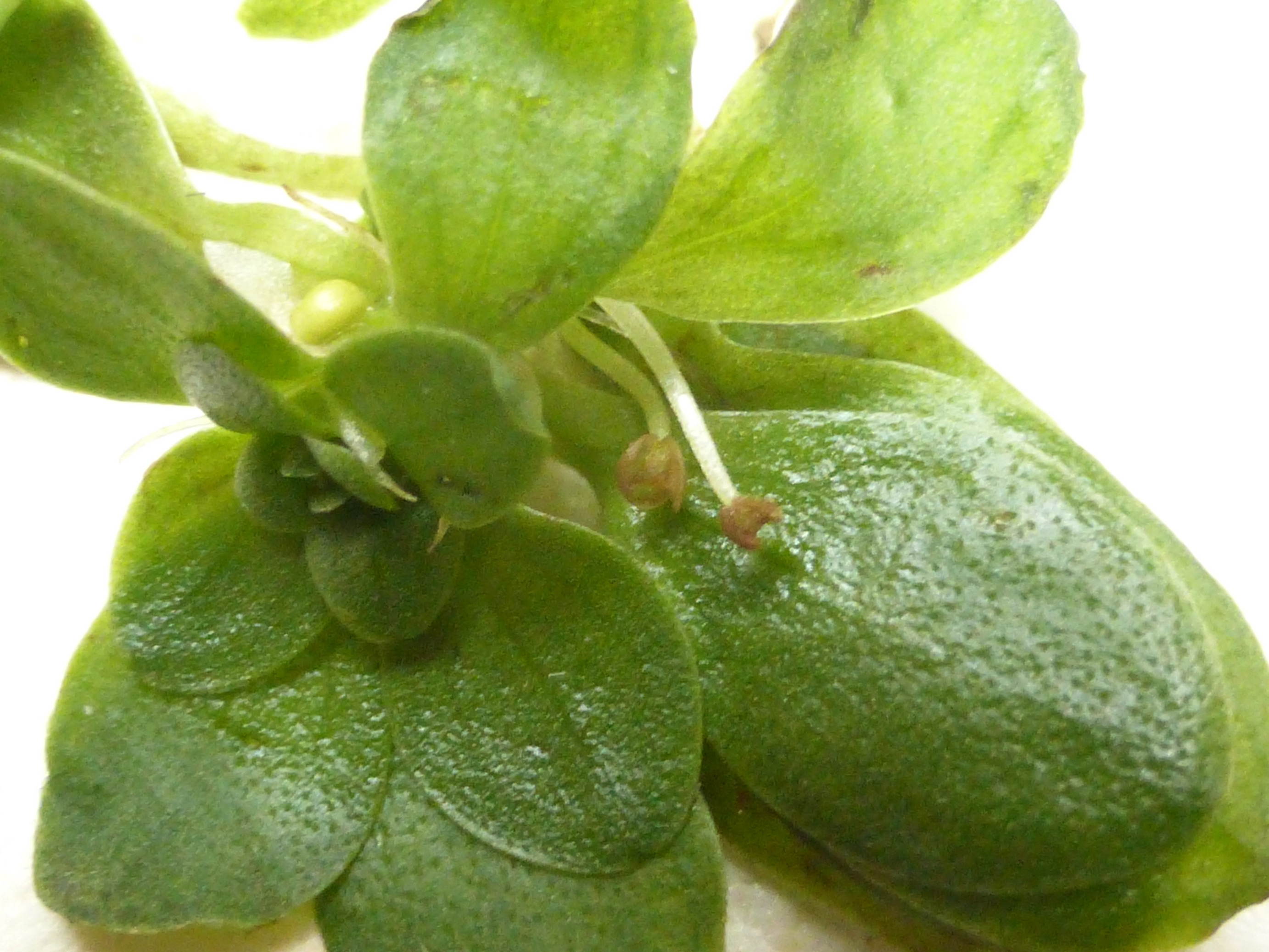
Stijlen met stempels
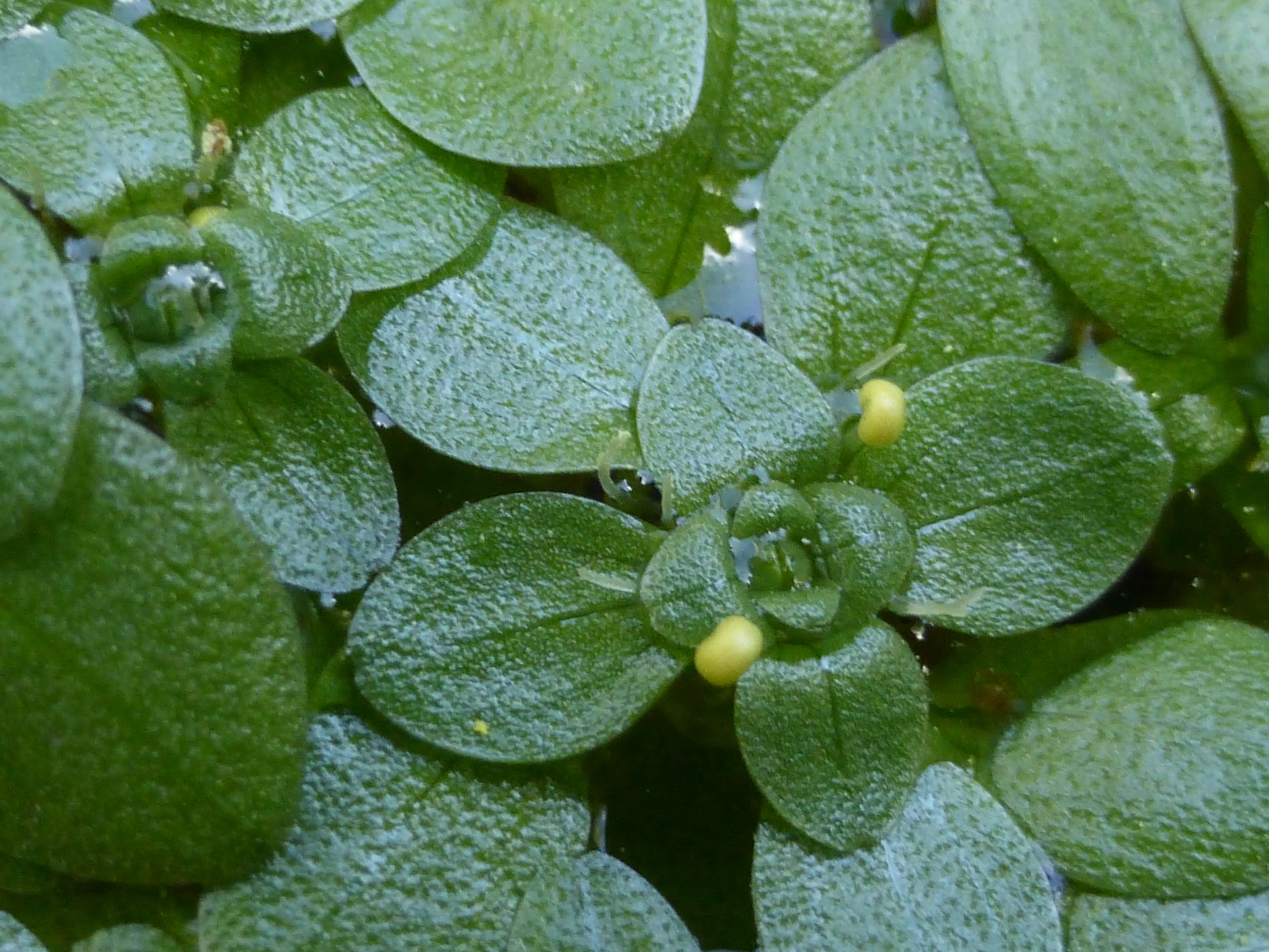
Meeldraad

Haaksterrenkroos wordt in Nederland voornamelijk gevonden in de pleistocene (zand) gebieden en in de duinen. In stromend of stilstaand, ondiep, zoet, matig voedselrijk water, maar ook op drooggevallen oevers en bospaden. Van de inheemse sterrenkroos soorten groeit het haaksterrenkroos in de meest voedselarme omstandigheden. De soort lijkt in de laatste decennia sterk vooruit te zijn gegaan, maar dat is vrij zeker het effect van de grotere aandacht die botanici aan het geslacht sterrenkroos besteden. Ook de relatief goede herkenbaarheid van haaksterrenkroos heeft waarschijnlijk bijgedragen aan de vele vondsten in de afgelopen decennia. Belangrijk voor de herkenning is de kenmerkende bladtop van de lijnvormige (onderwater) bladeren en - een verschil met alle inheemse sterrenkrozen - de teruggeslagen stijl die stijf tussen de twee deelvruchtjes ligt. Ondanks dat bij haaksterrenkroos (net als rond sterrenkroos) de bestuiving onder water plaats vindt, is zij vaak te vinden op drooggevallen oevers en bospaden. Op dergelijke locaties zijn druppels dauw onontbeerlijk voor de geslachtelijke voortplanting.